# Cleiton Duarte
Cleiton "Foguete" Duarte (Rio Grande, 5 de outubro de 1980) é um lutador brasileiro de MMA. Treina na Renovação Fight Team (RFT).

## Carreira profissional
Fogute estreou no MMA profissional no dia 05 de julho de 2003 no Bad Bull FC - Bad Bull Fighting Championship contra o lutador Olivio del Leon e ganhou por nocaute com um chute na cabeça.

### Arena Combate
Foguete lutou na edição de numero 5 do Arena Combate contra o brasileiro Lucas Felipe Butzke pelo cinturão até 77 kg e Cleiton ganhou por nocaute técnico.

### São José Super Fight
Cleiton lutou no São José Super Fight 2 contra o argentino Santiago Ponzinibbio pelo cinturão até 77 kg mas perdeu por finalização após Santiago aplicar uma guilhotina em Foguete. 

### The Ultimate Fighter Brasil 2
Cleiton foi um dos 18 escolhidos para participar das eliminatórias do TUF Brasil 2.
Cleiton lutou nas eliminatórias contra Bruno “Jacaré” Dias e ganhou por decisão dividida.
Na sua primeira luta na casa Foguete lutou contra Tiago Alves, mas Cleiton perdeu por decisão.
Cleiton ganhou uma nova chance de lutar na casa, Foguete ia lutar com Daniel Gelo, mas Daniel não conseguiu bater o peso (77 kg) e Cleiton avançou para as quartas de final.
Foguete lutou nas quartas de final contra Santiago Ponzinibbio, mas Cleiton perdeu por decisão unânime.

### WOCS - Watch Out Combat Show
Cleiton lutou contra Claudiere Freitas no WOCS 28 em Gramado Rio Grande do Sul, mas perdeu por finalização aos 4 minutos e 31 segundos do terceiro round após tomar uma guilhotina.

### Bellator MMA
Após passagem pelo Watch Out Combat Show (WOCS) Foguete assinou um contrato com o Bellator e ainda não tem data prevista para estreia.

## Cartel no MMA
| Cartel no MMA   |             |            |
| 15 lutas        | 13 vitórias | 2 derrotas |
| Por nocaute     | 12          | 0          |
| Por finalização | 1           | 2          |
| Por decisão     | 0           | 0          |

| Res.    | Cartel | Oponente                  | Método                    | Evento                          | Data       | Round | Tempo | Local                                | Notas                                |
| ------- | ------ | ------------------------- | ------------------------- | ------------------------------- | ---------- | ----- | ----- | ------------------------------------ | ------------------------------------ |
| Vitória | 14-2   | Jota Cardoso              | TKO (socos)               | Aspera Fighting Championship 14 | 29/11/2014 | 2     | 2:30  | Lages, Santa Catarina                |                                      |
| Derrota | 13-2   | Claudiere Freitas         | Finalização (guilhotina)  | WOCS 28                         | 10/08/2013 | 3     | 4:43  | Gramado, Rio Grande do Sul           |                                      |
| Vitória | 13-1   | Eder Martins              | Nocaute (soco)            | Sparta MMA 7 - Let's Do This    | 15/06/2013 | 1     | 0:59  | Balneário Camboriú, Santa Catarina   |                                      |
| Vitória | 12-1   | Dimitri Burgo             | Nocaute (chute na cabeça) | Monster Black Combat 2          | 21/07/2012 | 2     | 1:15  | Rio Grande, Rio Grande do Sul        |                                      |
| Derrota | 11-1   | Santiago Ponzinibbio      | Finalização (guilhotina)  | São José Super Fight 2          | 09/06/2012 | 1     | 2:38  | São José, Santa Catarina             | Pelo Título do São José Super Fight. |
| Vitória | 11-0   | Lucas Felipe Butzke       | TKO (socos)               | Arena Combate 5                 | 14/04/2012 | 1     | 4:18  | Santa Cruz do Sul, Rio Grande do Sul | Ganhou o Título do Arena Combate.    |
| Vitória | 10-0   | Jose Francisco da Silva   | Nocaute (chute da cabeça) | Monster Octagon Fighting 1      | 12/11/2011 | 1     | 1:52  | Bagé, Rio Grande do Sul              |                                      |
| Vitória | 9-0    | Erick Silveira            | TKO (socos)               | Fighter Extreme Championship    | 02/07/2011 | 2     | 3:30  | Porto Alegre, Rio Grande do Sul      |                                      |
| Vitória | 8-0    | Sebastian Latorre         | TKO (lesão na mão)        | WFC - Pretorian                 | 11/06/2011 | 2     | 2:02  | Pelotas, Rio Grande do Sul           |                                      |
| Vitória | 7-0    | Saulo Eduardo da Silva    | Nocaute (chute na cabeça) | Fury Factor                     | 26/03/2011 | 2     | N/A   | Pelotas, Rio Grande do Sul           |                                      |
| Vitória | 6-0    | Piero Severo              | TKO (cotoveladas)         | Furya - MMA                     | 18/12/2010 | 3     | 2:49  | Rio Grande, Rio Grande do Sul        |                                      |
| Vitória | 5-0    | Elder Lara                | TKO (socos)               | Parabellum Fight Night 2        | 12/09/2010 | 2     | N/A   | Pelotas, Rio Grande do Sul           |                                      |
| Vitória | 4-0    | Dimitri Moicano           | Nocaute (soco)            | Parabellum Fight Night 1        | 16/05/2010 | 1     | 1:46  | Rio Grande, Rio Grande do Sul        |                                      |
| Vitória | 3-0    | Mario Francisco Guerreiro | Finalização (mata leão)   | Bagé Open Fight 5               | 15/03/2009 | 1     | 3:59  | Bagé, Rio Grande do Sul              |                                      |
| Vitória | 2-0    | Alex de Cristo Goncalves  | TKO (desistência)         | Bad Bull FC                     | 05/07/2003 | 1     | 5:00  | Rio Grande, Rio Grande do Sul        |                                      |
| Vitória | 1-0    | Olivio del Leon           | Nocaute (chute na cabeça) | Bad Bull FC                     | 05/07/2003 | 1     | 3:41  | Rio Grande, Rio Grande do Sul        | Estreia no MMA Profissional.         |